# Koranski Brijeg
 Koranski Brijeg  falu Horvátországban, Károlyváros megyében. Közigazgatásilag Barilovićhoz tartozik.

## Fekvése
Károlyvárostól 13 km-re délre, községközpontjától 3 km-re keletre a Korana jobb partján fekszik.

## Története
A településnek 1857-ben 158, 1910-ben 224 lakosa volt. Trianon előtt Modrus-Fiume vármegye Vojnići járásához tartozott. 2011-ben 98 lakosa volt.

## Lakosság
| Lakosság változása | Lakosság változása | Lakosság változása | Lakosság változása | Lakosság változása | Lakosság változása | Lakosság változása | Lakosság változása | Lakosság változása | Lakosság változása | Lakosság változása | Lakosság változása | Lakosság változása | Lakosság változása | Lakosság változása | Lakosság változása |
| ------------------ | ------------------ | ------------------ | ------------------ | ------------------ | ------------------ | ------------------ | ------------------ | ------------------ | ------------------ | ------------------ | ------------------ | ------------------ | ------------------ | ------------------ | ------------------ |
| 1857               | 1869               | 1880               | 1890               | 1900               | 1910               | 1921               | 1931               | 1948               | 1953               | 1961               | 1971               | 1981               | 1991               | 2001               | 2011               |
| 158                | 179                | 167                | 204                | 234                | 224                | 232                | 277                | 266                | 256                | 214                | 178                | 168                | 138                | 68                 | 98                 |